# Национальный центр развития женщин
Национальный центр развития женщин (англ. National Centre for Women Development, NCWD) — государственная организация по делам женщин, базирующаяся в Абудже, Нигерия.
Центр был основан в 1997 году.

## История
Центр был зарегистрирован в 1995 году и открыт 17 октября 1997 года по образцу Международного научно-исследовательского и учебного института Организации Объединенных Наций по улучшению положения женщин (INSTRAW). Центр работает в сотрудничестве с Федеральным министерством по делам женщин и социального развития Нигерии. В период с 1997 по 2003 год центр издавал журнал «Images of the Nigerian Woman». Центр вляется самоокупаемой организацией.
В 2013 году президент Гудлак Джонатан назначил Оньеку Онвену исполнительным директором центра. Онвену проработала два с половиной года, утверждая, что подняла моральный дух в трудных условиях, когда она столкнулась с некоторой этнической оппозицией. В 2014 году название центра было изменено на «Национальный центр развития женщин Марьям Бабангиды, Абуджа» (англ. Maryam Babangida National Centre for Women Development, Abuja).
В феврале 2016 года президент Мухаммаду Бухари отстранил Онвену, назначив Абдулмалика Дауду (Abdulmalik Dauda) её преемником на посту исполняющего обязанности генерального директора. Онвену раскритиковала Дауду за отмену некоторых кадровых изменений. Дауда умер в апреле 2016 года. В 2017 году генеральным директором центра была назначена Мэри Экпере-Эта.

## Зал славы
Центр отмечает достижения выдающихся нигерийских женщин созданием Зала славы (англ. Hall of Fame). Имена выдающихся нигерийских женщин выгравированы на мраморе на стене. На стене изображены первые леди Нигерии Аиша Мухаммаду Бухари, Марьям Бабангида, Стелла Обасанджо и Пейшенс Джонатан. Также увековечены имена других выдающихся женщин. В зале славы перечислены Элизабет Аволийи, сенатор Франка Афегбуа, Дора Акунили, Нгози Оконджо-Ивеала, Дойин Абиола, Грейс Алель Уильямс и Сара Джибрин.

## Внешние ссылки
- ncwd.org.ng — официальный сайт Национальный центр развития женщин